# نصري عبد النور
نصري عبد النور (26 نوفمبر 1919 - 1989) هو مهندس صوت سينمائي ومونتير مصري.

## حياته ونشأته
من مواليد محافظة قنا في 26 نوفمبر 1919، حصل على بكالوريوس هندسة كهربية من كلية الهندسة جامعة القاهرة عام 1943. عمل بوظيفة كبير مهندسي الصوت في السينما، ومدير عام السينما 1979. نصري عبد النور هو رائد من رواد صناعة السينما في مصر والوطن العربي. شارك في كل الأفلام التي صورت في استديو مصر  في الفترة 1957 - 1979، كما شارك في بعض الأفلام العالمية مثل «وادي الملوك»، و«الثأر» (ايطالي). حصل على العديد من جوائز الرواد في صناعة السينما من مؤسسة السينما وشهادة تقدير من الرئيس الراحل محمد أنور السادات.
كان يدير «مركز الصوت» التابع الخدمات السينمائية في مدينة السينما والذي تم إنشاؤه في 1978، والذي أخذ على عاتقه التحديث والتطوير في مجال الهندسة الصوتية عن طريق تجديد المعدات المختلفة حتى تستطيع التعامل مع المتطلبات التكنولوجية، وقام نصري عبد النور بعمل العديد من التسجيلات والتركيبات الصوتية لمئات الأفلام الطويلة والقصيرة.
كتب عنه الناقد السينمائي «طارق الشناوي» في صحيفة المصري اليوم: «عرفت الهندسة الإذاعية، خاصة في المجال الغنائي، الأستاذ نصري عبد النور ابن السينما واستوديو مصر، والذي كان كبار المطربين أمثال أم كلثوم ومحمد عبدالوهاب وفريد الأطرش وعبدالحليم حافظ وغيرهم، لا يمكن لأى منهم أن يستغنى عن لمساته الخاصة».
كان رصيده منذ منتصف أربعينيات القرن 20 وحتى 1982 حوالي 527 فيلماً بين الهندسة الصوتية وعمل المكساج وتسجيل الأغاني وتسجيل الموسيقى التصويرية.

## أبرز أعماله
- فيلم «شاطئ الغرام» (تسجيل الحوار)عام 1950[9]
- فيلم «ورد الغرام» (هندسة الصوت) عام 1951[10]
- فيلم «أيامنا الحلوة» (هندسة الصوت) عام 1955[11]
- فيلم «بنات اليوم» (هندسة الصوت) عام 1956[12]
- فيلم «لحن السعادة» (هندسة الصوت) عام 1960[13]
- فيلم «يوم بلا غد» (هندسة الصوت) عام 1962[14]
- فيلم «ألمظ وعبده الحامولي» (تسجيل الأغاني والمكساج) عام 1962[15]
- فيلم «الناصر صلاح الدين» (هندسة الصوت) عام 1963[16]
- فيلم «معبودة الجماهير» (تسجيل الأغاني) عام 1967[17]
- فيلم «العاشقة» (تسجيل الألحان) عام 1980[18]
- فيلم «شعبان تحت الصفر» (كبير مهندسي الصوت) عام 1980[19]
- فيلم «أشياء ضد القانون» (تسجيل الأغنية) عام 1982[20]

## وصلات خارجية
- نصري عبد النور على موقع السينما
- نصري عبد النور على موقع imdb
- نصري عبد النور على موقع imdb
- نصري عبد النور على موقع المصري اليوم
- نصري عبد النور على موقع المدرسة العربية للسينما والتلفزيون
- نصري عبد النور على موقع كاروهات